# Абдул Хамид
Абдул Хамид (бенг. আব্দুল হামিদ; Камалпур, 1. јануар 1944) је 16. председник Бангладеша од 24. априла 2013. године (в. д. од 20. марта 2013. године). Пре ступања на ову дужност, био је портпарол Народног парламента од јануара 2009. године до марта 2013. године, када је дотадашњи председник Зилур Рахман завршио у болници у Сингапуру и убрзо преминуо, а Хамид преузео функцију вршиоца дужности. Након Зилурове смрти, постао је нови председник Бангладеша.
Дипломирао је право на Универзитету у Даки. Од 1970. године до 2009. године, био је изабиран за посланика у бангладешком парламенту.
Године 2013, одликован је Медаљом за независност због свог доприноса у Бангладешком ослободилачком рату 1971. године.